# Île Dadan

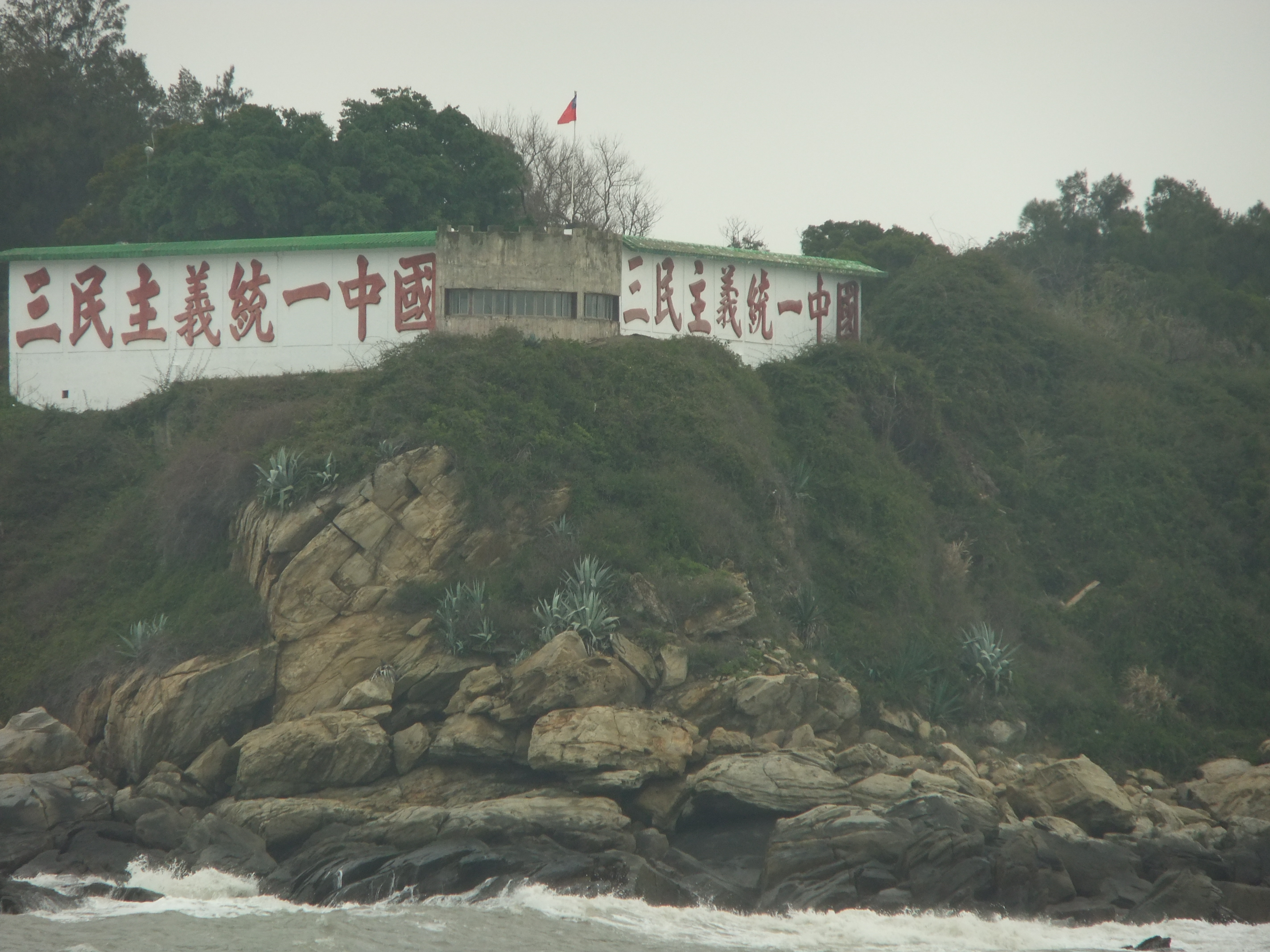
Une position militaire défensive construite sur l'île Dadan par l'armée de la République de Chine doté de deux grands murs portant le slogan des "Trois principes du peuple unissant la Chine" sur ses deux côtés.

L'île Dadan (Chinois traditionnel:大膽島 (大擔島) ; pinyin: Dàdǎn Dǎo) est une petite île située dans le Détroit de Taiwan, le long de la côte de la Chine continentale. Située à environ 12 km au sud-ouest de l'île de Lieyu et à environ 4,4 km de Xiamen, elle est sous la juridiction de la République de Chine (Taiwan). Elle est administrée par le Gouvernement du comté de Kinmen. Elle est sous la juridiction de la ville de Lieyu, du comté de Kinmen et de la province du Fujian. 

## Histoire
Depuis 1949, l'île de Dadan est devenue à plusieurs reprises le front des conflits qui oppose l'armée populaire de libération et l'armée de la République de Chine. Le 30 juin 2014, le contrôle de l'île et des îlots environnants a été remis au civil par les forces armées de la République de Chine sous l'administration de la Garde côtière du Gouvernement du comté de Kinmen,,.

## Topographie
La superficie totale de l'île s'élève à 0,97 km². Le nord et le sud de l'île ont une altitude plus élevée que la partie centrale qui comporte une plage de sable. Le point le plus haut de l'île atteint 92 m.
Elle est la plus grande d'un petit groupe d'îlots comprenant également l'île Erdan (二擔島), l'île Sandan (三擔島), l'île Wudan (五擔島), l'île Huzi (虎仔島), etc. L'archipel se situe à cheval sur l'entrée du port de Xiamen et sur le détroit de Taiwan.

## Lieux d'intérêts

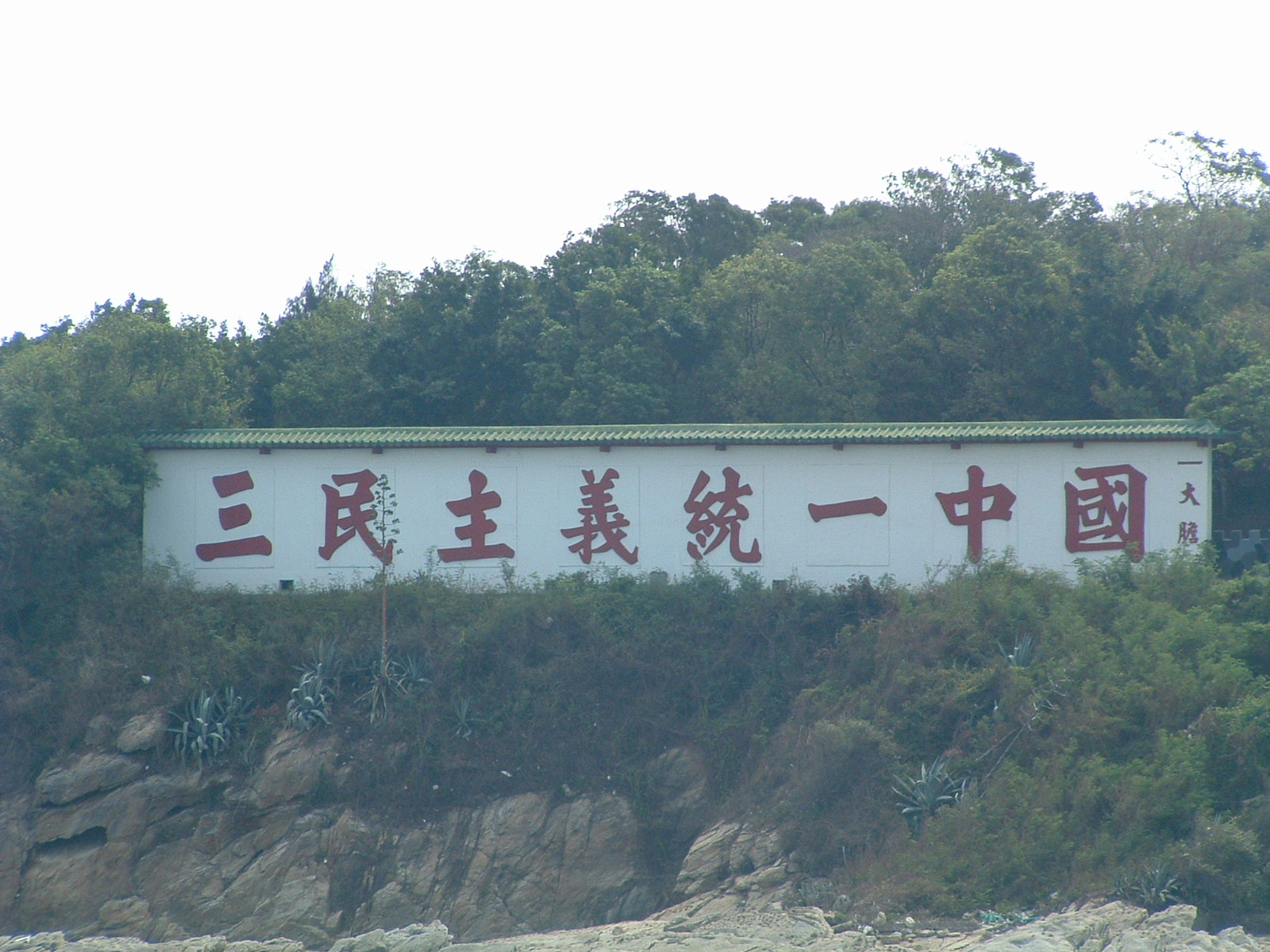
Un grand mur proclamant le slogan politique des "Trois principes du peuple unissant la Chine", qui a été l'idée originale du Dr Sun Yat-sen, le fondateur de la République de Chine (sur le continent avant 1949, puis Taïwan après 1949) en 1911.

- Les phares du sud et de l'est de l'île de Dadan ont été construits à la même époque. Cependant il n'en reste que les fondations en raison du tir de barrage du 23 août 1958 ("823") par l'APL.
- Deux temples, l'un au nord et l'autre au sud, sont situés sur l'île de Dadan.
- Le mur du slogan "Trois principes qui unissent le peuple chinois" est situé au nord de l'île.